# Pigen og hyacinten
Pigen og hyacinten (Flicka och hyacinter) er en svensk film fra 1950 af Hasse Ekman.
- Manuskript Hasse Ekman.
- Instruktion Hasse Ekman.

## Medvirkende
- Eva Henning
- Ulf Palme
- Birgit Tengroth
- Anders Ek
- Gösta Cederlund
- Karl-Arne Holmsten
- Keve Hjelm
- Marianne Löfgren
- Björn Berglund
- Anne-Marie Brunius